# La Marseillaise 1980
La 1re édition de La Marseillaise a eu lieu le 5 février 1980. Elle est remportée par le Néerlandais Leo van Vliet (TI-Raleigh-Creda), suivi par le Français Patrick Friou (Miko-Mercier-Vivagel) et par le Néerlandais Frits Pirard (Miko-Mercier-Vivagel)

## Équipes
| Équipes professionnelles (5)- TI-Raleigh-Creda - Miko-Mercier-Vivagel - Renault-Gitane - Puch-Sem-Campagnolo - La Redoute-Motobécane |
| |

## Classement général
La Marseillaise est remportée par le Néerlandais Leo van Vliet (TI-Raleigh-Creda), il est suivi par le Français Patrick Friou (Miko-Mercier-Vivagel) et par le Néerlandais Frits Pirard (Miko-Mercier-Vivagel).
| \| Classement général \| Classement général \| Classement général \| Classement général \| Classement général \| \| Coureur \| Coureur \| Pays \| Équipe \| Temps \| \| ------------------ \| ----------------------- \| ------------------ \| --------------------- \| ------------------ \| \| 1er \| Leo van Vliet \| Pays-Bas \| TI-Raleigh-Creda \| 3 h 15 min 00 s \| \| 1er \| Leo van Vliet \| Pays-Bas \| TI-Raleigh-Creda \| + \| \| 2e \| Patrick Friou \| France \| Miko-Mercier-Vivagel \| + 0 s \| \| 2e \| Patrick Friou \| France \| Miko-Mercier-Vivagel \| + \| \| 3e \| Frits Pirard \| Pays-Bas \| Miko-Mercier-Vivagel \| + 0 s \| \| 3e \| Frits Pirard \| Pays-Bas \| Miko-Mercier-Vivagel \| + \| \| 4e \| Gianluigi Zuanel \| Italie \| Gis Gelati \| + \| \| 4e \| Gianluigi Zuanel \| Italie \| Gis Gelati \| + 0 s \| \| 5e \| Jean-Philippe Pipart \| France \| La Redoute-Motobécane \| + \| \| 5e \| Jean-Philippe Pipart \| France \| La Redoute-Motobécane \| + 0 s \| \| 6e \| Jean-Paul Hosotte \| France \| \| + 0 s \| \| 6e \| Jean-Paul Hosotte \| France \| \| + \| \| 7e \| Alain Vigneron \| France \| \| + \| \| 7e \| Alain Vigneron \| France \| \| + 0 s \| \| 8e \| Aad van den Hoek \| Pays-Bas \| TI-Raleigh-Creda \| + \| \| 8e \| Aad van den Hoek \| Pays-Bas \| TI-Raleigh-Creda \| + 18 s \| \| 9e \| Jean-François Rodriguez \| France \| Puch-Campagnolo-Sem \| + \| \| 9e \| Jean-François Rodriguez \| France \| Puch-Campagnolo-Sem \| + 2 min 45 s \| \| 10e \| Henk Lubberding \| Pays-Bas \| TI-Raleigh-Creda \| + 6 min 45 s \| \| 10e \| Henk Lubberding[3] \| Pays-Bas \| TI-Raleigh-Creda \| + \| |                         |          |                       |                 |
| |                         |          |                       |                 |
| Sources : ProCyclingStats Cycling Archives |                         |          |                       |                 |
| Classement général |                         |          |                       |                 |
| Coureur | Coureur                 | Pays     | Équipe                | Temps           |
| 1er | Leo van Vliet           | Pays-Bas | TI-Raleigh-Creda      | 3 h 15 min 00 s |
| 1er | Leo van Vliet           | Pays-Bas | TI-Raleigh-Creda      | +               |
| 2e | Patrick Friou           | France   | Miko-Mercier-Vivagel  | + 0 s           |
| 2e | Patrick Friou           | France   | Miko-Mercier-Vivagel  | +               |
| 3e | Frits Pirard            | Pays-Bas | Miko-Mercier-Vivagel  | + 0 s           |
| 3e | Frits Pirard            | Pays-Bas | Miko-Mercier-Vivagel  | +               |
| 4e | Gianluigi Zuanel        | Italie   | Gis Gelati            | +               |
| 4e | Gianluigi Zuanel        | Italie   | Gis Gelati            | + 0 s           |
| 5e | Jean-Philippe Pipart    | France   | La Redoute-Motobécane | +               |
| 5e | Jean-Philippe Pipart    | France   | La Redoute-Motobécane | + 0 s           |
| 6e | Jean-Paul Hosotte       | France   |                       | + 0 s           |
| 6e | Jean-Paul Hosotte       | France   |                       | +               |
| 7e | Alain Vigneron          | France   |                       | +               |
| 7e | Alain Vigneron          | France   |                       | + 0 s           |
| 8e | Aad van den Hoek        | Pays-Bas | TI-Raleigh-Creda      | +               |
| 8e | Aad van den Hoek        | Pays-Bas | TI-Raleigh-Creda      | + 18 s          |
| 9e | Jean-François Rodriguez | France   | Puch-Campagnolo-Sem   | +               |
| 9e | Jean-François Rodriguez | France   | Puch-Campagnolo-Sem   | + 2 min 45 s    |
| 10e | Henk Lubberding         | Pays-Bas | TI-Raleigh-Creda      | + 6 min 45 s    |
| 10e | Henk Lubberding         | Pays-Bas | TI-Raleigh-Creda      | +               |